# Megasema plumbata
Megasema plumbata är en fjärilsart som beskrevs av Butler 1881. Megasema plumbata ingår i släktet Megasema och familjen nattflyn. Inga underarter finns listade i Catalogue of Life.